# Chernihivka (huyện)
Huyện Chernihivka (tiếng Ukraina: Чернігівський район, chuyển tự: Chernihivkas’kyi raion) là một huyện của tỉnh Zaporizhia thuộc Ukraina. Huyện Chernihivka có diện tích 1200 kilômét vuông, dân số theo điều tra dân số ngày 5 tháng 12 năm 2001 là 22249 người với mật độ 19 người/km2. Trung tâm huyện nằm ở Chernihivka.